# Fletxa Valona 2011
La Fletxa Valona 2011, 75a edició de la Fletxa Valona, es va disputar el dimecres 20 d'abril de 2011, entre Charleroi i Huy, sobre un recorregut de 201 kilòmetres. Aquesta era l'onzena prova de l'UCI World Tour 2011 i segona del tríptic de les Ardenes, després de l'Amstel Gold Race i abans de la Lieja-Bastogne-Lieja.
De la mateixa manera que tres dies abans a l'Amstel Gold Race, el belga Philippe Gilbert (Omega Pharma-Lotto) en fou el vencedor gràcies a un atac demolidor en els metres finals de la pujada al Mur de Huy, lloc d'arribada d'aquesta clàssica. En segona posició, i també com a l'Amstel Gold Race, quedà el català Joaquim Rodríguez (Team Katusha), a tres segons, mentre que tercer fou Samuel Sánchez (Euskaltel–Euskadi), a cinc segons.
Amb aquesta victòria Gilbert passa a encapçalar la classificació de l'UCI World Tour, en detriment del suís Fabian Cancellara.

## Equips
25 equips prenen part en aquesta edició: els 18 ProTeams i 7 equips continentals professionals.
| Núm.    | Codi | Equip                  |
| ------- | ---- | ---------------------- |
| 1-8     | BMC  | BMC Racing Team        |
| 11-18   | KAT  | Team Katusha           |
| 21-28   | SBS  | Saxo Bank-Sungard      |
| 31-38   | RSH  | Team RadioShack        |
| 41-48   | THR  | Team HTC-High Road     |
| 51-58   | RAB  | Rabobank ProTeam       |
| 61-68   | GRM  | Garmin-Cervélo         |
| 71-78   | LEO  | Team Leopard-Trek      |
| 81-88   | LAM  | Lampre-ISD             |
| 91-98   | MOV  | Movistar Team          |
| 101-108 | QST  | QuickStep Cycling Team |
| 111-118 | SKY  | Team Sky               |
| 121-128 | OLO  | Omega Pharma-Lotto     |

| Núm.    | Codi | Equip                        |
| ------- | ---- | ---------------------------- |
| 131-138 | LIQ  | Liquigas-Cannondale          |
| 141-148 | EUS  | Euskaltel–Euskadi            |
| 151-158 | ALM  | AG2R La Mondiale             |
| 161-168 | VCD  | Vacansoleil-DCM              |
| 171-178 | AST  | Astana Qazaqstan Team        |
| 181-188 | COF  | Cofidis                      |
| 191-198 | SKS  | Skil-Shimano                 |
| 201-208 | FDJ  | FDJ                          |
| 211-218 | LAN  | Landbouwkrediet              |
| 221-228 | SAU  | Saur-Sojasun                 |
| 231-238 | VWA  | Veranda's Willems-Accent     |
| 241-248 | TSV  | Topsport Vlaanderen-Mercator |

## Recorregut
El recorregut de la cursa es veu complicat per l'ascensió a nombroses cotes:
| Quilòmetre | Nom                 | Llargada (m) | Pendent mitjà |
| ---------- | ------------------- | ------------ | ------------- |
| 70         | Mur de Huy          | 1.300        | 9,3%          |
| 109,5      | Cota de Peu d'Eau   | 2.700        | 3,9%          |
| 115        | Cota de Haut-Bois   | 1.600        | 4,8%          |
| 140,5      | Cota de Groynne     | 2.000        | 3,5%          |
| 146,5      | Cota de Bohisseau   | 1.300        | 7,6%          |
| 149,5      | Cota de Bousalle    | 1.700        | 4,9%          |
| 160,5      | Cota d'Ahin         | 2.300        | 6,5%          |
| 171,5      | Mur de Huy (2n pas) | 1.300        | 9,3%          |
| 190        | Cota d'Ereffe       | 2.100        | 5,9%          |
| 201        | Mur de Huy (3r pas) | 1.300        | 9,3%          |

## Desenvolupament de la cursa
Des del segon quilòmetre es forma una escada integrada per quatre homes: Preben van Hecke (Topsport Vlaanderen-Mercator), Matti Helminen (Landbouwkrediet), Maciej Paterski (Liquigas-Cannondale) i Maxime Vantomme (Team Katusha). Els quatre aconseguiran una diferència màxima de 17 minuts. En el segon dels passos pel Mur de Huy una desena de corredors aprofiten per escapar-se del control del gran grup, però l'Omega Pharma-Lotto controla la situació en tot moment evitant que agafin massa diferència. A 15 km per a l'arribada, a la Cota d'Ereffe es produeix una selecció entre els escapats i entre el gran grup. Finalment els escapats seran agafats a manca de 8 km per a l'arribada. Jérôme Pineau (QuickStep Cycling Team) i Marco Marcato (Vacansoleil-DCM) afronten l'ascens final al mur de Huy amb 10" sobre la resta de favorits, però ràpidament seran agafats. A 250 metres Gilbert va atacar, deixant enrere la resta de ciclistes, guanyant amb claredat amb 3 segons sobre Joaquim Rodríguez.

## Classificació final
|    | Ciclista            | Equip                 | Temps      | Punts UCI |
| -- | ------------------- | --------------------- | ---------- | --------- |
| 1  | Philippe Gilbert    | Omega Pharma-Lotto    | 4h 54' 57" | 80        |
| 2  | Joaquim Rodríguez   | Team Katusha          | + 3"       | 60        |
| 3  | Samuel Sanchez      | Euskaltel–Euskadi     | + 5"       | 50        |
| 4  | Aleksandr Vinokúrov | Astana Qazaqstan Team | + 6"       | 40        |
| 5  | Igor Antón          | Euskaltel–Euskadi     | m. t.      | 30        |
| 6  | Jelle Vanendert     | Omega Pharma-Lotto    | m. t.      | 22        |
| 7  | Frank Schleck       | Team Leopard-Trek     | m. t.      | 14        |
| 8  | Daniel Moreno       | Team Katusha          | + 9"       | 10        |
| 9  | Christophe Le Mével | Garmin-Cervélo        | + 12"      | 6         |
| 10 | Paul Martens        | Rabobank ProTeam      | m. t.      | 2         |